# کارادیرک (صندوق‌لی)
کارادیرک (به ترکی استانبولی: Karadirek) یک منطقهٔ مسکونی در ترکیه است که در صندوق‌لی واقع شده‌است.